# Jozef Kubašovský
Jozef Kubašovský [kubašouský] (* 29. října 1958 Prešov) je slovenský lékař-traumatolog a bývalý prvoligový fotbalový obránce. Žije a pracuje v Košicích.

## Život
Byl hlavním lékařem košické části MS v ledním hokeji 2011 a lékařem slovenské výpravy na MS v letech 2012 a 2013. Je sportovním lékařem hokejového klubu HC Košice.

## Hráčská kariéra
V československé lize hrál za Lokomotívu Košice ve dvou utkáních, aniž by skóroval. V nižších soutěžích hrál za Spoje Košice a Družstevník Čaňa. Kariéru ukončil ve věku 32 let.

### Evropské poháry
V Poháru UEFA nastoupil v obou utkáních proti AC Milán v ročníku 1978/79, branku v nich nevstřelil.

### Prvoligová bilance
| Ročník             | Zápasy | Góly | Minuty | Klub                 |
| ------------------ | ------ | ---- | ------ | -------------------- |
| I. liga 1978/79    | 2      | 0    | 71     | TJ Lokomotíva Košice |
| CELKEM I. ČS. LIGA | 2      | 0    | 71     |                      |